# Tegenstroomprincipe

Stroming in gelijke richting

Stroming in tegengestelde richting

Het tegenstroomprincipe is een methode van overdracht of uitwisseling waarbij twee stromende substanties (lucht, water, andere gassen of vloeistoffen) elkaar in gescheiden kanalen in tegengestelde richting passeren. Warmteoverdracht of de overdracht van chemische substanties via een membraan kan zo efficiënter plaatsvinden en is veel vollediger.
Hoe groter een temperatuurverschil of een verschil in concentratie, hoe groter de overdracht zal zijn. Voor warmteoverdracht geldt de koelwet van Newton dat de overdracht evenredig is aan het temperatuurverschil. Bij mee-stroom is het verschil aanvankelijk groot, maar aan het einde klein. Bij tegenstroom blijft het verschil constanter, wat de overdracht efficiënter maakt.
Beenvisachtigen maken gebruik van het tegenstroomprincipe bij de kieuwen, waarbij de bloedsomloop tegengesteld loopt aan het water dat door de kieuwen wordt geperst. Sommige zoogdieren beschikken over een rete mirabile in de halsslagader die volgens dit principe als warmtewisselaar werkt voor de hersenen.

## Werking
De overdrachtssnelheid van stoffen of warmte tussen de media hangt af van de temperatuur- of concentratie-gradiënt. Wanneer er tussen de media geen gradiënt meer bestaat, stopt de overdracht. Bij stilstaande media is bij voldoende tijd het maximaal haalbare de gemiddelde waarde van temperatuur of concentratie van beide stromen, aangezien er dan geen verschil meer is. Daarmee is ook het maximum van een meestroom-uitwisseling bepaald.
Bij tegenstroom kunnen beide stromen aan het eind van hun loop nog uitwisselen met vers medium, zodat betere eindwaardes behaald kunnen worden.

### Voorbeeld met cijfers
Bij een ideale warmtewisselaar met gelijke debieten worden media aangenomen van 0°C en 100°C. De warmteoverdracht bij 100°C is 4°C per seconde, bij 50°C dus 2°C/s en zo proportioneel afnemend. In het begin koelt de meestroomkoeler met 4°C/s, maar dit neemt snel af. Na 60 seconden heeft de meestroomkoeler zijn maximale capaciteit bereikt en is de temperatuur van beide vloeistoffen 50°C.
De tegenstroomkoeler heeft met 1,8°C/s niet zo'n hoge warmteoverdracht als de meestroomkoeler in het begin, maar deze is wel constant. Na 60 seconden is de warme kant gedaald tot 29°C en de koude kant gestegen tot 71°C.
| Meestroom   | Meestroom | Meestroom | Meestroom |
| ----------- | --------- | --------- | --------- |
| Warme kant  | 100°C     | →         | 50°C      |
| Koude kant  | 0°C       | →         | 50°C      |
| Tegenstroom |           |           |           |
| Warme kant  | 100 °C    | →         | 29°C      |
| Koude kant  | 71°C      | ←         | 0°C       |

| Parallelle stroming | Parallelle stroming |
| --- | --- |
| Vanwege een beveiligingsprobleem met de MediaWiki Graph-software is het momenteel niet mogelijk deze grafiek weer te geven. Zodra de software is bijgewerkt zal de grafiek vanzelf weer zichtbaar worden. | Vanwege een beveiligingsprobleem met de MediaWiki Graph-software is het momenteel niet mogelijk deze grafiek weer te geven. Zodra de software is bijgewerkt zal de grafiek vanzelf weer zichtbaar worden. |
| Tegenstroming | |
| Vanwege een beveiligingsprobleem met de MediaWiki Graph-software is het momenteel niet mogelijk deze grafiek weer te geven. Zodra de software is bijgewerkt zal de grafiek vanzelf weer zichtbaar worden. | Vanwege een beveiligingsprobleem met de MediaWiki Graph-software is het momenteel niet mogelijk deze grafiek weer te geven. Zodra de software is bijgewerkt zal de grafiek vanzelf weer zichtbaar worden. |

## Voorbeelden
- Koeltoren
- Liebigkoeler
- Radiator (eigenlijk convector)
- Warmtewisselaar
- Lus van Henle in de nier
- Placenta
- Kieuw